# 蒂拉苏贾恩普尔
蒂拉苏贾恩普尔（Tira Sujanpur），是印度喜马偕尔邦Hamirpur县的一个城镇。总人口7077（2001年）。

## 人口
该地2001年总人口7077人，其中男性3871人，女性3206人；0—6岁人口762人，其中男418人，女344人；识字率80.23%，其中男性为83.67%，女性为76.08%。